# YNN
『YNN』（ワイエヌエヌ、よしもとネタネットワーク）は、株式会社よしもとクリエイティブ・エージェンシーが運営するインターネットを利用したビデオ・オン・デマンド（VOD）事業サービスの名称。
2011年5月16日サービス開始。
2019年12月20日サービス終了。

## 概要
お笑い動画およびアイドル動画を視聴できるビデオ配信サービス。一部動画は無料で視聴可能であるが大半の動画が有料での配信となっている。
有料動画は単品販売または月額定額制での見放題での視聴の2種類がある。

### ワロコイン
動画を単品で購入する際に必要なサイト内での電子マネー。1ワロコインは日本円の1円に相当するが、ワロコインを購入する際には消費税が別途必要。

## お笑いコース 500
後述のアイドル動画以外のお笑い番組動画・芸人動画のうち、見放題指定の動画が月額定額制で視聴可能となっていた。
YNN終了後は、一部のコンテンツが大阪チャンネルに移行される予定。

## YNN NMB48 CHANNEL
NMB48のメンバーが出演する動画を配信。2013年8月29日サービス開始。
2018年4月29日の生配信「YNN（終）」内にてチャンネル名の変更（新YNN NMB48 CHANNEL）を発表。
2019年7月26日にニコニコ動画内にチャンネルを開設。同年12月20日のYNN終了をもってニコニコチャンネルへ完全移行すると発表。
一部はKawaiian TV「でかせぎ YNN NMB48 CHANNEL」でも後日放送されていた（2019年11月30日閉局により終了）。

## 他のアイドルチャンネル
現在は新規コンテンツの提供を終了。
- PASSPO☆ - 2015年7月30日サービス開始[7]、2016年3月新規コンテンツの提供を終了[8]。
- ベイビーレイズJAPAN - 2015年7月9日サービス開始[9]、2016年6月新規コンテンツの提供を終了[10]。
- Rev.from DVL - 2015年9月10日サービス開始[11]、2016年3月新規コンテンツの提供を終了[12]。